# Green Island, östra Falklandsöarna
Green Island är en ö i territoriet Falklandsöarna (Storbritannien). Den ligger i den östra delen av ögruppen, 30 km nordväst om huvudstaden Stanley.